# الصحراء السوداء
الصحراء السوداء في الاردن

الصحراء السوداء

هي صحراء تقع في مصر في محافظة الوادي الجديد تبعد الصحراء السوداء قليلاً عن شمال الصحراء البيضاء، لكنها قريبة من الواحات البحرية أكثر من واحة الفرافرة؛ بحيث تبعد 50 كم تقريباً جنوب مدينة البويطي. تآكلت الجبال لتغطي الصحراء بطبقة من المسحوق الأسود والصخور مما منح المكان اسمه. وعند طرف الصحراء السوداء توجد تلال بركانية سوداء ثارت منذ عصور ماضية وأخرجت مادة بركانية تسمّى الجاسبر، وهي المادة التي تتكوّن منها الصخور السوداء. تسلّق الجبل الإنكليزي الذي يعتبر أعلى قمة في الصحراء السوداء وستستمتع بمنظر ساحر لهذا المشهد الغريب. يمكن رؤية الصحراء السوداء أثناء عبور الطريق من الواحات البحرية إلى واحة الفرافرة.
```
سبب تسميتها بالصحراء السوداء وبالطبع، جاء اسم هذه الصحراء نسبة إلى جبالها وهضابها المغطاة بمسحوق أسود اللون، بسبب بقايا الانفجارات البركانية التي جفت على مدى ملايين السنين.
[
2
]
```

```
أعلنت عام 2010 منطقتي الصحراء السوداء والواحات البحرية محميات طبيعية بسبب غناها وتنوعها البيولوجي كمنطقة أبحاث علمية عالمية، وذلك بعد اكتشاف ثاني أضخم هيكل لديناصور في العالم بالقرب من جبلي الدست والمغرفة على حدود الصحراء السوداء في منطقة متاخمة للبويطي.
[
3
]
```